# Bogdanowicze
Bogdanowicze (Bohdanowicze, Bochdanowicze, Rosko-Bogdanowicze) − rodzina kupiecka ormiańskiego pochodzenia. Jej członkowie posiadali majątki ziemskie, oraz prowadzili interesy w Galicji. Pod koniec XVIII wieku, w różnych latach, przedstawiciele tej rodziny otrzymywali nobilitacje galicyjskie.

## Historia
Protoplastą rodziny był Deoda (Leopold) Rosko, ojciec Szymona, Krzysztofa, Antoniego, Łazarza, Dawida i Bernarda. Krzysztof był ojcem Michała, Waleriana i Bernarda, którzy otrzymali drugi stopień szlachectwa (Ritter von) z herbem Bogdanowicz w 1784. Posiadali oni majątki Przymiłówka, Taustobaby, Orelec, Ottonia i inne, interesy prowadzili w Stanisławowie.
Synowie Antoniego, Deodat i Jan, otrzymali pierwszy stopień szlachectwa (Edler von) z herbem Bohdanowicz i przydomkiem von Oroscheny w 1782. Byli oni kupcami, którzy wzbogacili się na dostawach dla armii austriackiej.
Z tej samej rodziny Teodor Rosko-Bogdanowicz, również kupiec, dostawca dla armii, zamieszkały w Szionda, otrzymał pierwszy stopień szlachectwa (Edler von) z herbem Bochdanowicz w 1791.

## Inne rody szlacheckie o podobnym nazwisku
Nie należy mylić Bogdanowiczów herbów własnych z innymi rodami szlacheckimi o tym samym lub podobnym nazwisku. Tadeusz Gajl wymienia dziewięć innych rodów o nazwisku Bogdanowicz, używających herbów: Bogoria, Gozdawa, Łabędź, Łada, Lubicz, Mogiła, Niezgoda, Suchekomnaty i Topór. Rodów o nazwisku Bohdanowicz wymienia Gajl osiem. Używały one według niego herbów Bończa, Gozdawa, Korczak, Łada, Lubicz, Mogiła, Niezgoda i Radwan.

## Bogdanowicze/Bohdanowicze h. Mogiła
Bogdanowiczowie tego herbu wywodzą się ze Żmudzi. Familia wchodzi  w skład rodu Zodeyków/Zodeykowiczów. "Schodeyken" - szlachcic z powiatu Rosienie (Raseiniai), jest wymieniony w liście wielkiego księcia litewskiego Witolda do wielkiego mistrza zakonu krzyżackiego w 1418 r.. Jego pierwsza żona Milussa była córką Kiejstuta i siostrą Witolda. Z nią Zodeyko miał dwóch synów - Bila i Monstwila. Synem Monstwila był Bagdonas (Bogdan) urodzony w 1450 r. Innymi familiami z tego rodu są Andruszkowiczowie, Billewiczowie, Stankiewiczowie, Montwiłłowie i Dowgirdowie
Istnieje wiele innych rodzin szlacheckich o nazwiskach Bogdanowicz/Bohdanowicz - nie tylko pochodzenia ormiańskiego i żmudzkiego, ale także tatarskiego i rusińskiego. Herbu Mogiła używają jednak tylko wywodzący się od Zodeyki.